# Szaturnália
A szaturnália (latinul Saturnalia) ünnepeket az ókori Róma lakói december 17.-én, a téli napforduló idején, az őszi vetés befejezésekor, Szaturnusz isten tiszteletére ülték meg - a hagyomány szerint az uralkodása alatti boldog aranykornak az emlékezetét erősítette.
Eredete Görögországon át Mezopotámiába nyúlik vissza.
A sötétség felerősítette az emberek félelmét a haláltól, és az elmúlással éppen a nemiség alternatíváját állították szembe: emberek nagy lakomákkal, ivászatokkal, tánccal, zenével ünnepeltek. Egyes munkák tiltva voltak, és megajándékozták a szolgákat. A házakat feldíszítették örökzöld borostyánnal. Ugyanis a lombhullató fák eddigre már elvesztették leveleiket, ezért örökzöld ágakat hordtak be a házaikba, hogy varázslattal biztosítsák az évelő növényeik védelmét tavaszig.
Szabályozása a császárok korára esik. Augustus 3 napot engedett, Tiberius és Caligula is megtoldotta egy-egy nappal. Amikor nem szabályozták, az ünnep általában több mint egyhetessé növekedett, és december 25-én ért véget. A császárok a nép mulatságáról is gondoskodtak: cirkuszi versenyek, gladiátorjátékok és alakos felvonulások követték egymást, amelyek a bolondok ünnepe, karnevál és más ünnepek ősképéül tekintendők.
A vigasságnak része volt, hogy a társadalmi rangokat is felfüggesztették erre az időre. Mivel nem volt hivatalos ügyintézés és munka, a rabszolgáknak megengedték, hogy urakként viselkedjenek, a gazdáik meg szolgálást játszottak.
Az egész idő alatt teljes munkaszünet és korlátlan jókedv uralkodott. A gazdagok a szegényeket megvendégelték, a rabszolgák láncait leszedték, a cselédek az uraság asztalához ültek. A gazdagok rózsával koszorúzták fejüket, a családtagok apró ajándékokkal kedveskedtek egymásnak (akárcsak a mai karácsonyi ajándékok).

## Szerencsevetés
A rómaiaknál hivatalosan azért tiltották a rendkívül népszerű dobókockajátékot, nehogy elkockázzák utolsó tunikájukat is, ám a valós ok, hogy ne profanizálják azt, ami egykor szent volt. A szaturnáliákon, az évkezdő-évzáró ünnepségeken viszont szabad, sőt kötelező volt a kockajáték. A lakomákon ott elnökölt az egykor feláldozott bűnbak utóda, a szaturnáliakirály, akit kockával sorsoltak ki.

## A szaturnália a kultúrában
A középkorban a szaturnália utódjaként kialakult Festus Fatuorumot (bolondok lakomáját) ünnepelték. Ezen a napon – főként Franciaországban – az emberek megválasztották az ünnep pápáját, és templomi rituálék paródiáját adták elő. Az egyház természetesen mindent megtett annak érdekében, hogy betiltsa a bolondok lakomáját, ennek ellenére a szokás a 16. századig fennmaradt.
A téli napforduló alatti vigasságok érdekes maradványa a fagyöngy mai szerepe. A kelták ugyanis – papjaik, a druidák vezetésével – a szaturnáliák idején az erdőkben szabad folyást engedtek ösztöneiknek. A fagyöngy tulajdonképpen az erdő szimbólumaként élt tovább.

## Lásd még
- Nap-éj egyenlőség
- Hanuka